# Тимишоара (баскетбольный клуб)
«Тимишоара» — румынский профессиональный баскетбольный клуб из города Тимишоара. Клуб ни разу не побеждал в домашнем первенстве.

## Сезоны
| Сезон   | Лига           | Уровень | Рег. Чемп. | Плей-Офф      | Еврокубки             |
| ------- | -------------- | ------- | ---------- | ------------- | --------------------- |
| 2012-13 | Лига Национала | 1       | 6          | Четвертьфинал | Гр.этап Еврочелленджа |